# Jamey Jasta

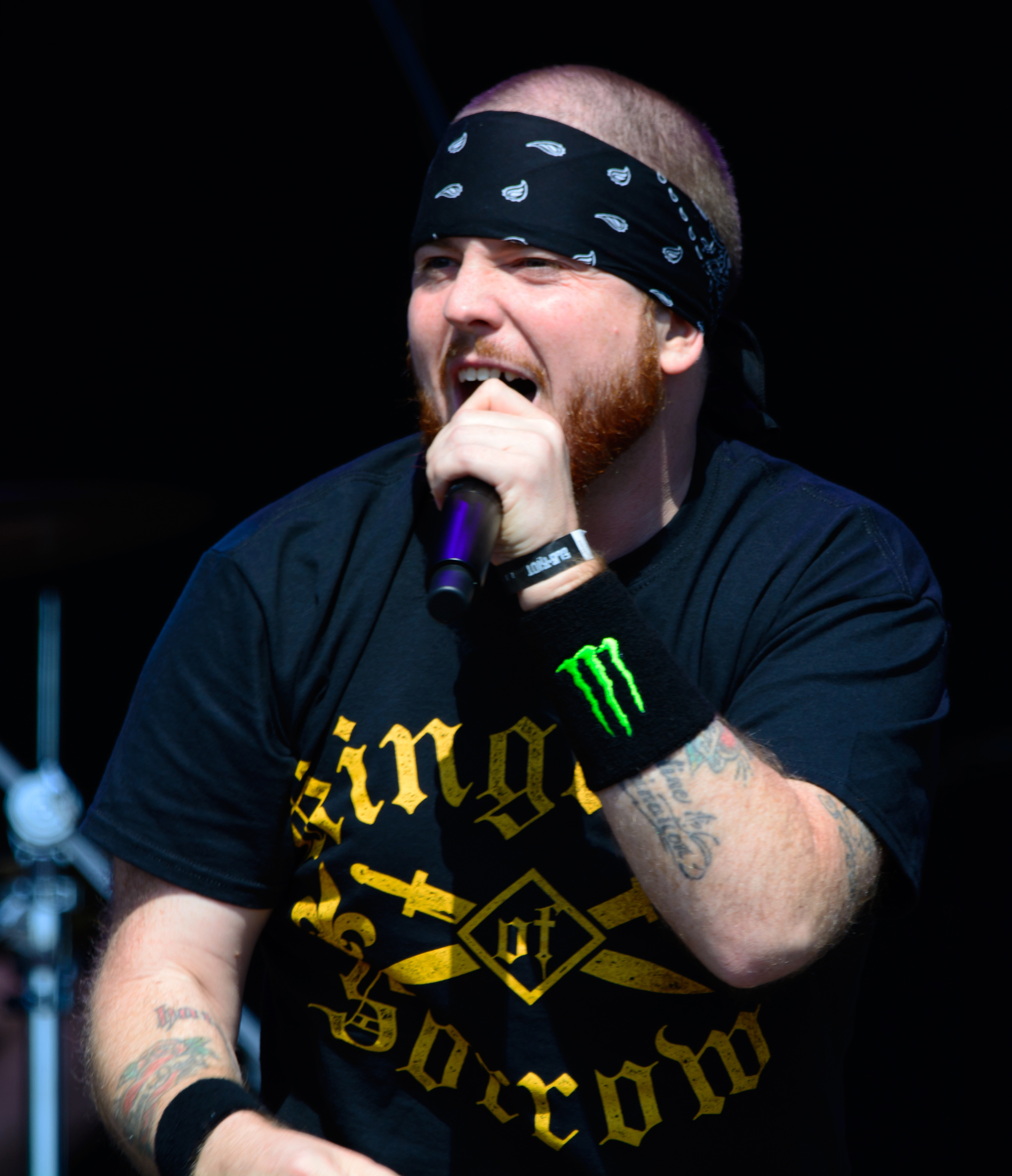
Jamey Jasta beim Elbriot 2018

Jamey Jasta (eigentlich James Shanahan; * 7. August 1977 in West Haven, Connecticut) ist ein US-amerikanischer Metal- und Hardcore-Sänger, hauptsächlich bekannt als Frontmann von Hatebreed.

## Karriere

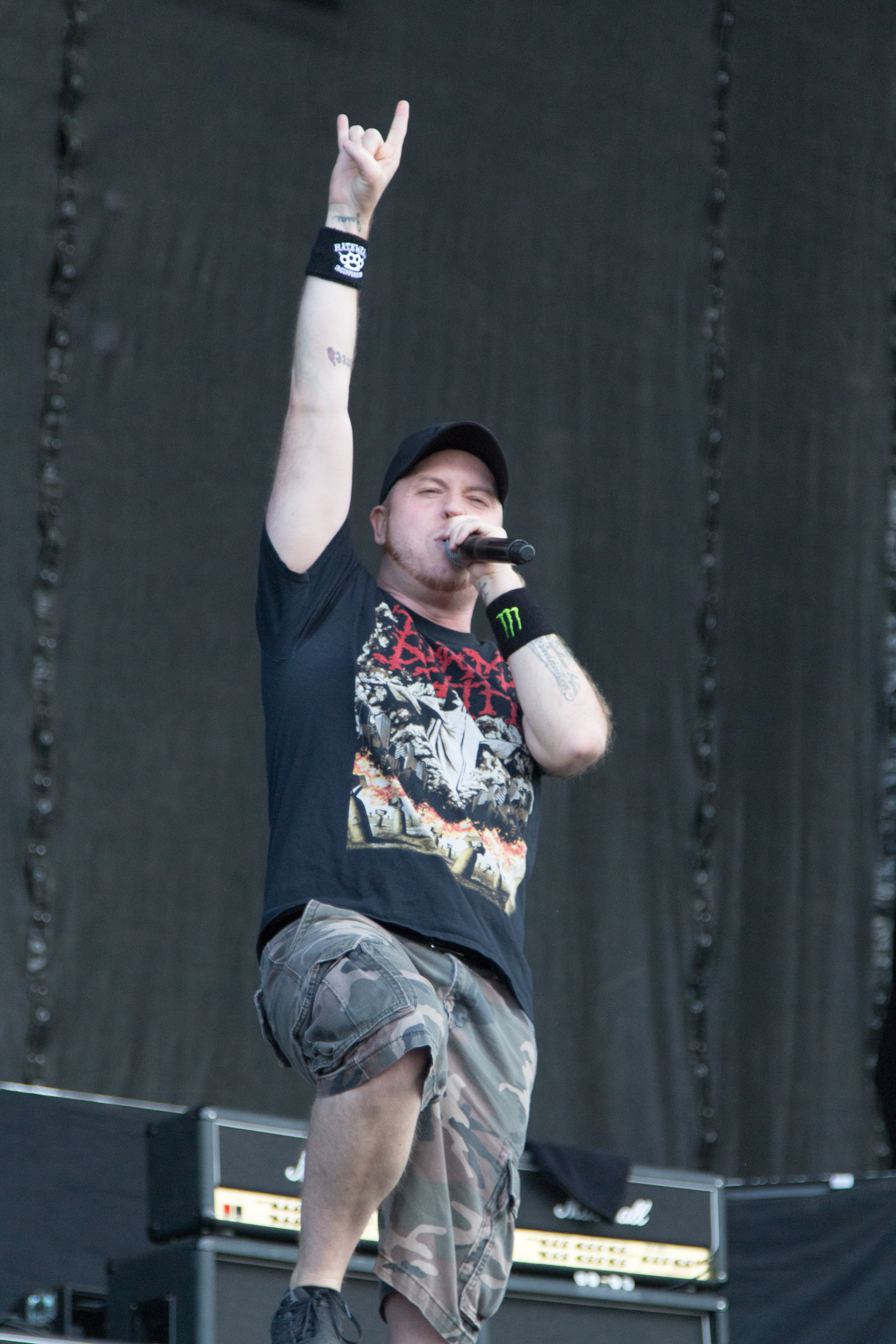
Jasta auf dem Nova Rock 2014

### Musik
Jamey Jasta war zunächst Roadie der Band Integrity, bevor er vor allem als Leadsänger der Band Hatebreed bekannt wurde. Später war er Sänger bei Kingdom of Sorrow, die er 2005 gemeinsam mit Kirk Windstein gründete, den er schon seit Anfang der 1990er-Jahre kannte. Zudem sang er in der Hardcore-Band Icepick, mit der er 2006 auf seinem eigenen Label Stillborn Records das Album Violent Epiphany veröffentlichte. Im Juli 2011 erschien sein Solodebüt Jasta bei Century Media.

### Weitere Aktivitäten
Jasta war zudem ab 2003 Moderator der MTV2-Sendung Headbangers Ball. Im Jahre 2007 präsentierte Jasta die Metal Hammer Golden God Awards. Gemeinsam mit dem Gitarristen Wayne Lozinack wirkte er auch bei einem Tribut-Song für den Deftones-Bassisten Chi Cheng mit, der von Korn-Bassist Reginald Arvizu alias Fieldy produziert wurde.

## Diskografie
Hatebreed
→ siehe Hatebreed: Diskografie
Kingdom of Sorrow
→ siehe Kingdom of Sorrow: Diskografie
Icepick
- 2006: Violent Epiphany

Jasta
- 2011: Jasta
- 2017: Jasta – The Lost Chapters
- 2019: Jasta – The Lost Chapters Vol. 2
- 2024: …And Jasta for All

### Gastauftritte
- Winds of Plague – Chest and Horns
- Winds of Plague – Built for War
- The Acacia Strain – Beast
- 25 Ta Life – Bullet for My Enemies
- Napalm Death – Sold Short, Instruments of Persuasion
- Terror – Spit My Rage
- Sepultura – Human Cause
- Agnostic Front – Peace
- Biohazard – Domination
- Catch 22 – Hard to Impress
- Necro – Push It to the Limit
- E.Town Concrete – Battle Lines
- Special Teamz – Gun in My Hand
- Ill Niño – Turns to Gray
- Devil Inside – Closer to Hell
- Buried Alive – To Live and Die With
- Candiria – Work in Progress
- Do or Die – Guardian Angel
- Straight Line Stitch – Taste of Ashes
- Brian Posehn – The Gambler
- Five Finger Death Punch – Dot Your Eyes
- Austrian Death Machine – One More Rep
- Body Count – Pop Bubble
- Deez Nuts – Lessons Learned
- Lamb of God – Poison Dream
- Benighted – Implore the Negative
- Bury tomorrow – 301